# Merrick Garland
Merrick Brian Garland (Chicago, 1952. november 13. –) amerikai ügyész, 2021 és 2025 között az Egyesült Államok legfőbb ügyésze. 1997 és 2021 között Columbia kerület körzeti ügyésze.
Garland Chicagóban született és a Harvard Egyetemen diplomázott. Fontos szerepet játszott az 1995-ös oklahoma city-i bombatámadás elkövetőinek elítélésében.
Barack Obama 2016-ban jelölte Garlandot a Legfelsőbb Bíróság egyik pozíciójára. Annak ellenére, hogy a republikánusok korábban elfogadható jelöltnek tartották, nem voltak hajlandóak meghallgatást tartani, tekintve, hogy az Obama hivatali idejének utolsó évében lett volna. Néhány republikánus törvényhozó azt is említette, hogy ha Hillary Clinton lesz a következő elnök, akár még egy elnöki terminusig üresen hagyták volna a pozíciót. Garland jelölése 293 napig tartott (ezzel minden idők leghosszabbja), és 2017. január 3-án ért véget, a 114. kongresszus végével. A pozíciót végül Neil Gorsuch töltötte be.

## Bibliográfia
- Merrick B. Garland, "Antitrust and State Action: Economic Efficiency and the Political Process", 96 Yale L.J. 486 (1987) doi:10.2307/1340869. JSTOR 1340869
- Merrick B. Garland, "Antitrust and Federalism: A Response to Professor Wiley", 96 Yale L.J. 1291 (1987) doi:10.2307/796386.
- Merrick B. Garland, "Deregulation and Judicial Review", 98 Harv. L. Rev. 505 (1985) doi:10.2307/796502.
- Merrick B. Garland, "Courts Give Deregulatory Policies New Hard Look", Legal Times, April 22, 1985. Vol. 8, no. 32.
- Merrick B. Garland & Robert Pitofsky, "Federal Trade Commission Investigations", Antitrust Counseling and Litigation Techniques Vol. 4, Ch. 48 (J. O. Kalinowski ed. 1984). New York: Bender. OCLC 917754819.
- James F. Fitzpatrick & Merrick Garland, "The Court, 'Veto' and Airbags", The New York Times, August 20, 1983, at 21.
- Student Note, "Commercial Speech, Supreme Court, 1975 Term", 90 Harv. L. Rev. 142 (1976).
- Student Note, "State Action Exemption and Antitrust Enforcement Under the Federal Trade Commission Act", 89 Harv. L. Rev. 715 (1976) doi:10.2307/1340219.
- Student Writer, writings, 1972–73. The Harvard Crimson.

## Fordítás
Ez a szócikk részben vagy egészben  a   Merrick Garland című angol Wikipédia-szócikk ezen változatának fordításán alapul.  Az eredeti cikk szerkesztőit annak laptörténete sorolja fel. Ez a jelzés csupán a megfogalmazás eredetét és a szerzői jogokat jelzi, nem szolgál a cikkben szereplő információk forrásmegjelöléseként.